# Paris International Fantastic Film Festival 2019
Le Paris International Fantastic Film Festival 2019, 9e édition du festival, se déroule du 11 au 17 décembre 2019.

## Déroulement et faits marquants
Pour sa 9e édition, le festival propose dix films en compétition. Le film d'ouverture, Color Out of Space, est une adaptation d'une nouvelle de H. P. Lovecraft,,.

## Jury
Les prix sont remis par le public à l'exception des trois suivants :

### Prix du Jury Court-Métrage français
- Lilith Bezkemian : Directrice artistique
- Jérémy Clapin : Réalisateur et scénariste
- Noëmie Devide : Responsable des Ventes Internationales / Acquisitions
- Mounia Meddour : Réalisatrice et scénariste
- Alex Pilot : Réalisateur, Directeur de chaîne

### Prix des lecteursMad Movies
Jury composé de 3 lecteurs de Mad Movies sélectionné par la rédaction du magazine

### PrixCine+ Frisson
- Myriam Hacene (directrice de la chaîne)
- Christophe Commeres (directeur adjoint)

## Sélection

### En compétition
- Extra Ordinary de Mike Ahern et Enda Loughman  Irlande  Belgique
- I See You de Adam Randall  États-Unis
- Spiral de Kurtis David Harder  Canada
- Super Me de Zhang Chong  Chine
- The Hole in the Ground de Lee Cronin  Irlande
- The Mortuary Collection de Ryan Spindell  États-Unis
- The Nest (Il Nido) de Roberto De Feo  Italie
- The Wave de Gille Klabin  États-Unis
- Vise de Yasuhiko Shimizu  Japon
- Why don't you just die? de Kirill Sokolov  Russie

### Hors compétition
- Archeologist Of The Wasteland de Melvin Zed  France
- Bullets of Justice de Valeri Milev  Kazakhstan  Bulgarie
- Color Out of Space de Richard Stanley  États-Unis  Portugal  Malaisie
- Dogs Don't Wear Pants de J-P Valkeapää  Finlande  Lettonie
- Gundala de Joko Anwar  Indonésie
- Jallikattu de Lijo Jose Pellissery  Inde
- Leap of Faith: William Friedkin on The Exorcist de Alexandre O. Philippe  États-Unis
- Phil Tippett - Mad Dreams and Monsters de Gilles Penso, Alexandre Poncet  France
- Ride Your Wave de Masaaki Yuasa  Japon
- The Pool de Ping Lumpraploeng  Thaïlande

### Séances cultes
- Battle Royale de Kinji Fukasaku  Japon
- The Bride with White Hair de Ronny Yu  Hong Kong
- Vendredi 13 (Friday the 13th) de Sean S. Cunningham  États-Unis
- Emprise (Frailty) de Bill Paxton  États-Unis
- Théâtre de sang (Theater of Blood) de Douglas Hickox  États-Unis
- Rencontres du troisième type (Close Encounters of the Third Kind) de Steven Spielberg  États-Unis

### Séance interdite
- Mope de Lucas Heyne  États-Unis

## Palmarès
- Grand Prix : Why don't you just die? de Kirill Sokolov
- Prix des lecteurs Mad Movies : Why don't you just die? de Kirill Sokolov
- Prix longs métrages : Vise de Yasuhiko Shimizu